# U.S. National Championships 1889
Gli U.S. National Championships 1889 (conosciuti oggi come US Open) sono stati l'9ª edizione degli U.S. National Championships e seconda prova stagionale dello Slam per il 1889. Il singolare maschile si è disputato al Newport Casino di Newport, il doppio maschile allo Staten Island Cricket Club di New York, il femminile e il doppio misto al Philadelphia Cricket Club di Filadelfia, negli Stati Uniti.
Il singolare maschile è stato vinto dallo statunitense Henry Slocum, che si è imposto sul connazionale Quincy Shaw in quattro set col punteggio di 6–3, 6–1, 4–6, 6–2. Il singolare femminile è stato vinto dalla statunitense Bertha Townsend, che ha battuto in finale in due set la connazionale Lida Voorhees. Nel doppio maschile si sono imposti Henry Slocum e Howard Taylor. Nel doppio femminile hanno trionfato Margarette Ballard e Bertha Townsend. Nel doppio misto la vittoria è andata a Grace Roosevelt, in coppia con A. E. Wright.

## Seniors

### Singolare maschile
Henry Slocum ha battuto in finale  Quincy Shaw con il punteggio di 6–3, 6-1, 4–6, 6–2.

### Singolare femminile
Bertha Townsend ha battuto in finale  Lida Voorhees con il punteggio di 7–5, 6–2.

### Doppio maschile
Henry Slocum /  Howard Taylor hanno battuto in finale  Oliver Campbell /  Valentine Hall con il punteggio di 6–1, 6–3, 6–2.

### Doppio femminile
Margarette Ballard /  Bertha Townsend hanno battuto in finale  Marian Wright /  Laura Knight con il punteggio di 6–0, 2–6.

### Doppio misto non ufficiale
Grace Roosevelt /  A. E. Wright hanno battuto in finale  Bertha Townsend /  C. T. Lee con il punteggio di 6–1, 6–3, 3–6, 6–3.